# Zielone Arkady
Zielone Arkady – 3-kondygnacyjne centrum handlowo-usługowe, oddane do użytku 13 listopada 2015 roku, największe w Bydgoszczy, największe w województwie kujawsko-pomorskim i jedno z największych w Polsce.
Znajduje się przy jednej z głównych ulic miasta, ulicy Wojska Polskiego, tuż obok ronda Kujawskiego, na osiedlu Wzgórze Wolności. Mieści się w nim 200 sklepów, restauracje, kawiarnie oraz punkty usługowe, w tym sklepy Media Markt, Aldi, klub fitness McFit i salon Empik. Obiekt ma 115 000 m² powierzchni, w tym 103 000 m² powierzchni użytkowej (wliczając w to 50 000 m² powierzchni najmu brutto) i prowadzą do niego dwa główne wejścia, od strony centrum – ulicy Kujawskiej i od alei Wojska Polskiego. Naziemny parking mieści 1200 samochodów.

## Galeria

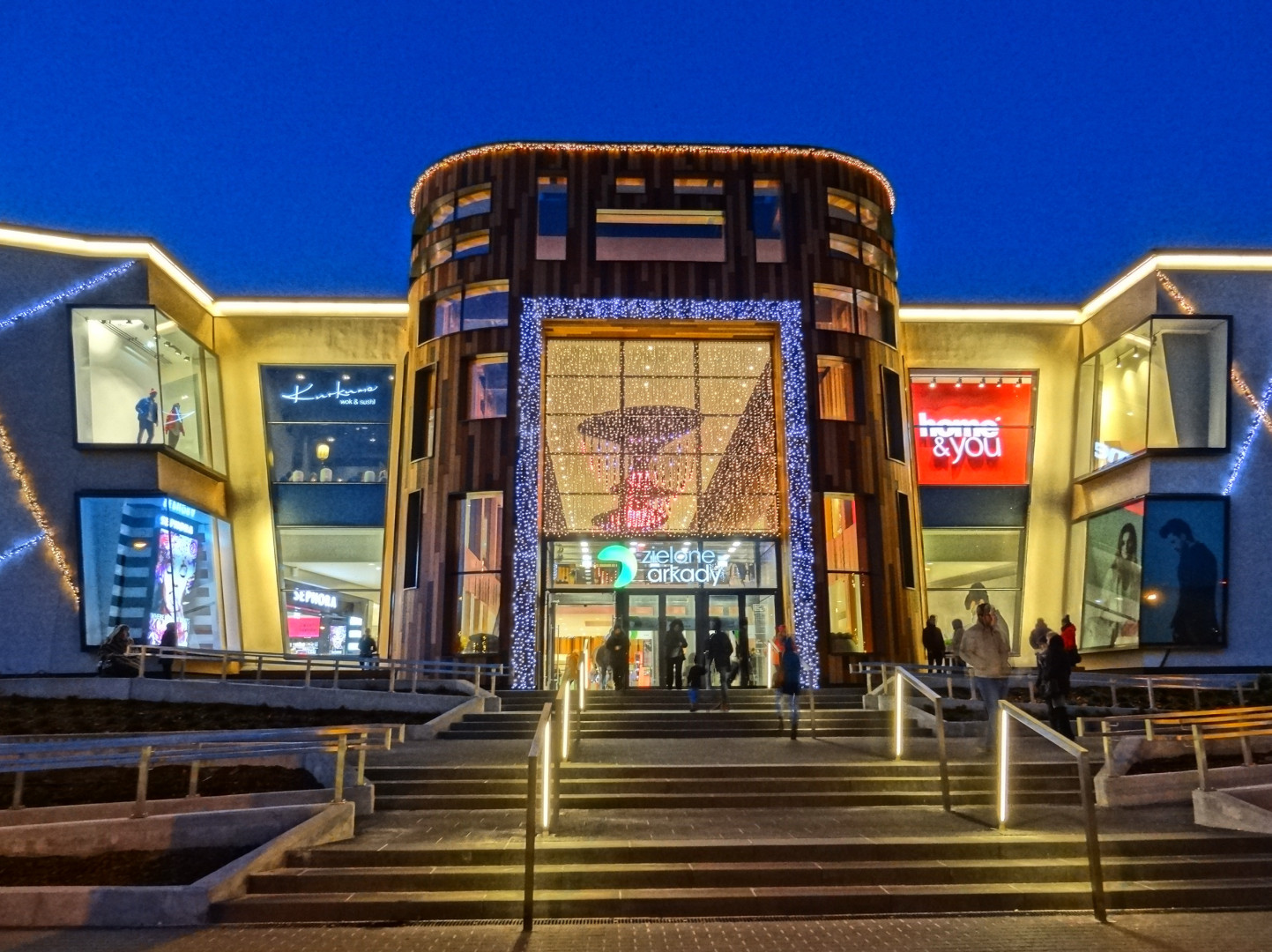
Wejście od strony al.Wojska Polskiego
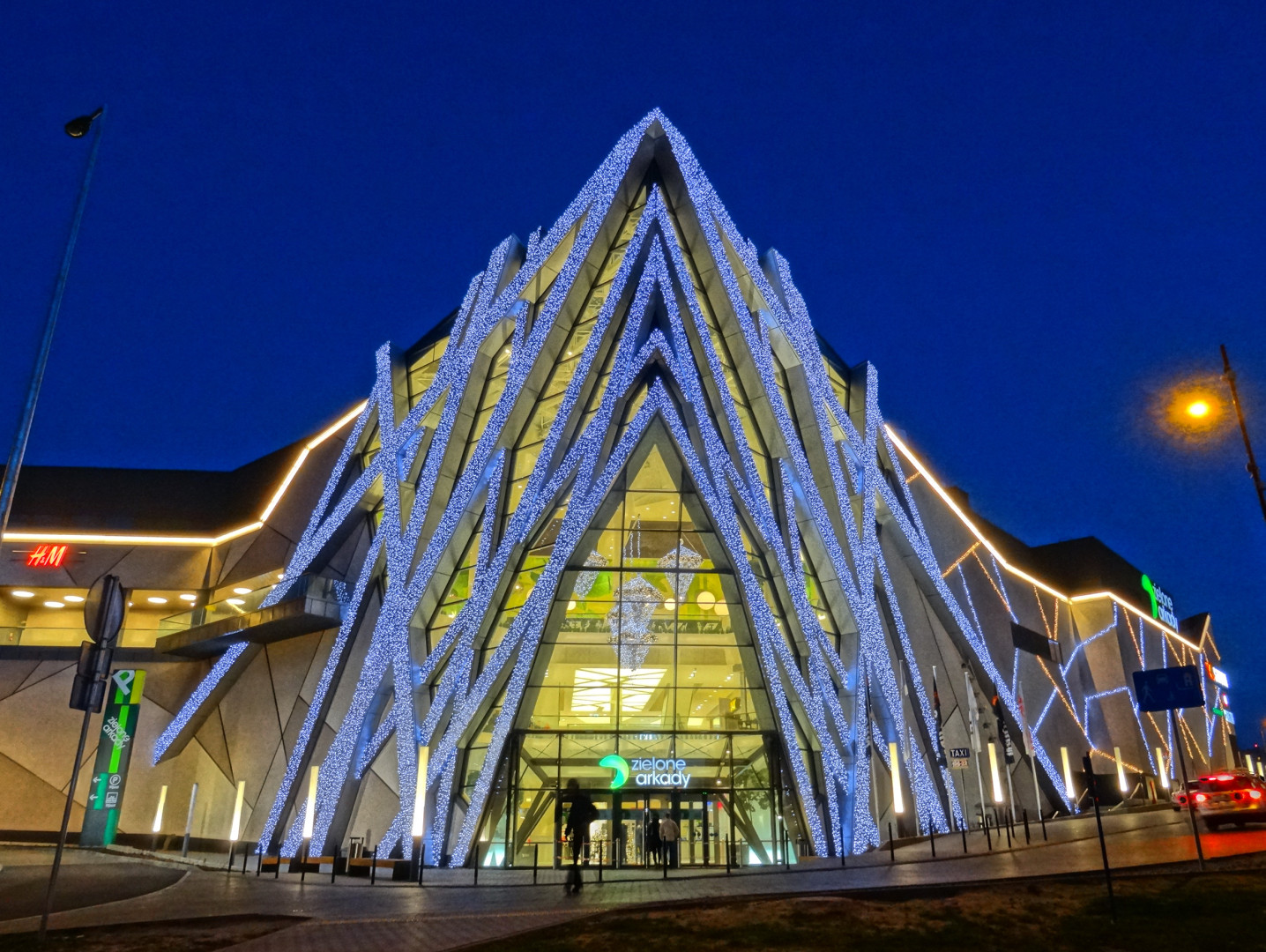
Wejście od strony ul.Karpackiej
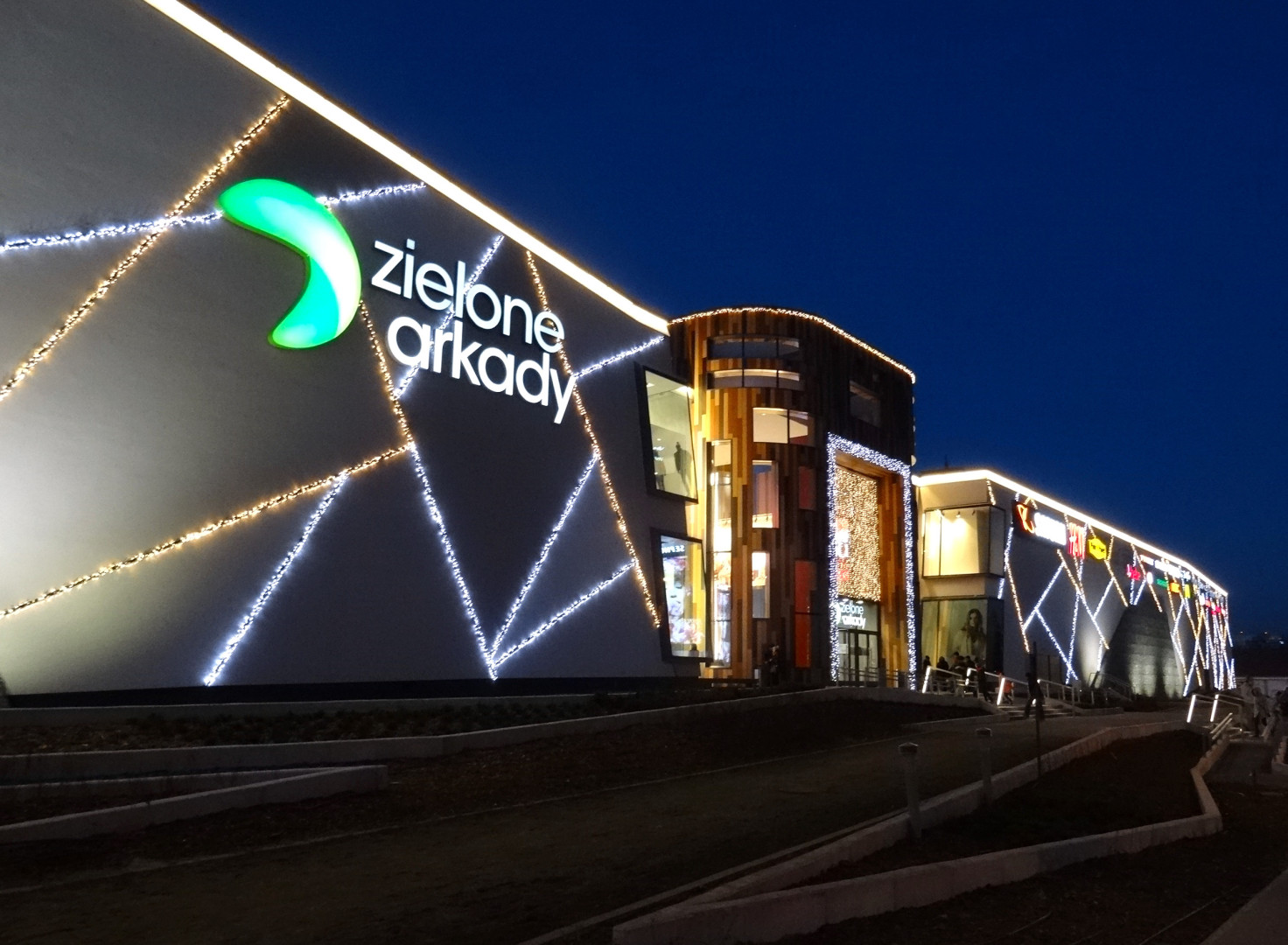
Widok na budynek
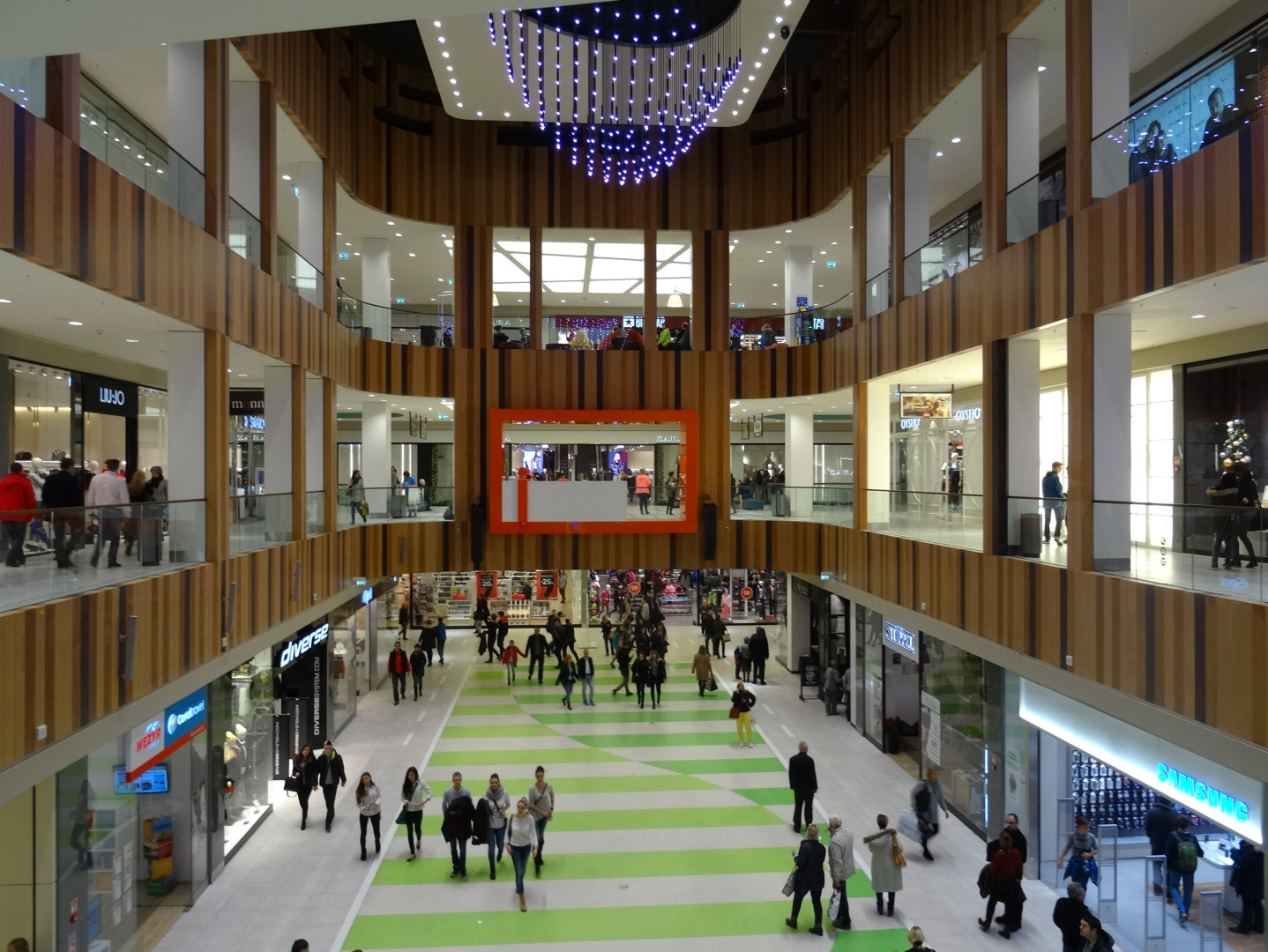
Zielone Arkady wewnątrz